# 819 هـ
819 هـ هي سنة في التقويم الهجري امتدت مقابلةً في التقويم الميلادي بين سنتي 1416 و1417.

## مواليد
- المتوكل على الله الثاني

## وفيات
- محمد بن أبي بكر بن جماعة